# Efeito avalanche (criptografia)

A função SHA-1 é um exemplo de função com um bom efeito avalanche: quando um único bit é alterado, o resultado se torna completamente diferente.

Na criptografia, o efeito avalanche faz referência a uma propriedade desejável de algoritmos criptográficos, como cifras de bloco e funções de embaralhamento criptográfico. O efeito avalanche é evidente se uma pequena modificação na entrada (como a troca de um único bit, por exemplo), faz com que a saída do algoritmo seja significantemente diferente. No caso de algoritmos de cifra, uma pequena modificação na chave deve causar uma mudança drástica no texto cifrado. O termo foi usado por Horst Feistel, embora o conceito exista desde o artigo sobre difusão de Shannon.